# 西大桥街道
西大桥街道是中国黑龙江省齐齐哈尔市建华区下辖的一个街道。